# Đông Xuân, Đông Hưng
Đông Xuân là một xã cũ thuộc huyện Đông Hưng, tỉnh Thái Bình, Việt Nam.

## Địa lý
Xã Đông Xuân nằm ở phía nam huyện Đông Hưng, có vị trí địa lý:
- Phía đông giáp xã Đông Hoàng và xã Đông Vinh
- Phía tây giáp xã Đông Quang
- Phía nam giáp xã Đông Dương và thành phố Thái Bình
- Phía bắc giáp xã Đông Động và xã Đông Vinh.

Xã Đông Xuân có diện tích 4,39 km², dân số năm 2022 là 7.171 người, mật độ dân số đạt 1.633 người/km².

## Lịch sử
Ngày 28 tháng 9 năm 2024, Ủy ban Thường vụ Quốc hội ban hành Nghị quyết số 1201/NQ-UBTVQH15 về việc sắp xếp đơn vị hành chính cấp xã của tỉnh Thái Bình giai đoạn 2023 – 2025 (nghị quyết có hiệu lực từ ngày 1 tháng 11 năm 2024). Theo đó, thành lập xã Xuân Quang Động trên cơ sở toàn bộ 4,3o km² diện tích tự nhiên và quy mô dân số là 7.171 người của xã Đông Xuân.

## Giao thông
Quốc lộ 10 đi ngang qua xã.
Thôn Ký Con của xã Đông Xuân nổi tiếng với nghề làm Bún.